# 278 Паулина
278 Паулина (енгл. 278 Paulina) је астероид главног астероидног појаса са пречником од приближно 35,01 km.
Афел астероида је на удаљености од 3,121 астрономских јединица (АЈ) од Сунца, а перихел на 2,387 АЈ.
Ексцентрицитет орбите износи 0,133, инклинација (нагиб) орбите у односу на раван еклиптике 7,821 степени, а орбитални период износи 1669,972 дана (4,572 године).
Апсолутна магнитуда астероида је 9,40 а геометријски албедо 0,250.
Астероид је откривен 16. маја 1888. године.